# Carl Bertheau der Ältere
Carl Bertheau (* 13. Juli 1806 in Hamburg; † 7. Juni 1886 ebenda) war ein deutscher evangelisch-lutherischer Theologe und Lehrer.

## Leben
Carl Bertheau entstammte einer Hugenottenfamilie, sein Alturgroßvater Samuel Bertheau zog von Châtellerault nach Hamburg, René Bertheau, der der Familientradition nach Bruder von Samuel war, war nach London geflohen, wo sein Sohn Charles Pfarrer wurde und 1732 starb. Carl Bertheau selbst war das sechste von 14 Kindern des Henry (auch Heinrich) Auguste Bertheau (1773–1831). Seit 1819 wurde er auf der Gelehrtenschule des Johanneums vorgebildet. Ostern 1824 verließ er die Schule und besuchte im folgenden Jahr das akademische Gymnasium, dann studierte er an der Universität Halle. Zwei Jahre verweilte er dort und setzte sein Studium anschließend für drei Semester an der Universität Heidelberg fort. Nachdem er ein weiteres Semester an der Universität Göttingen verbracht hatte, erhielt er am 11. April 1829 die philologische Doktorwürde. Im Studium wurde er vor allem durch den theologischen Rationalismus geprägt. Anschließend kehrte er in seine Heimatstadt zurück, wo er am 14. September 1829 das Philologieexamen und am 13. November desselben Jahres das theologische Examen bestand.
1831 verstarb sein Vater, womit Bertheau sich sowohl um seine Mutter als auch um seine 13 Geschwister kümmern musste; unter den Geschwistern sind Ernst Bertheau sowie Caroline Bertheau hervorzuheben. Zwei Jahre darauf wurde er Collaborator am Johanneum, und ein weiteres Jahr später ernannte man ihn zum Katecheten. In Heidelberg heiratete er schließlich im Juli 1835 seine Cousine Jeanne Bertheau. Sie bekamen gemeinsam sechs Kinder, von welchen Carl Bertheau der Jüngere bekannt wurde. Nachdem Jeanne 1856 verstorben war, verheiratete er sich 1865 erneut, diesmal mit der aus Memmingen stammenden Bertha Maria Mayr. Zu seinen Hamburger Wegbegleitern gehörten Johann Hinrich Wichern und Otto Carsten Krabbe. Wie diese wandte er sich im Laufe seines Lebens vom theologischen Rationalismus ab und einem erwecklichen biblisch fundierten Christentum zu.
Seine schulische Tätigkeit beendete Bertheau Ende 1842, um sich voll seiner geistlichen Tätigkeit zuzuschreiben. Doch wurde er aufgrund seiner theologischen Stellung von der rationalistisch dominierten hamburgischen Kirche nicht ordiniert, weshalb er keine wirkliche Karriere als Geistlicher einschlagen konnte. So wurde er 15. März 1845 wieder am Johanneum eingestellt, dieses Mal jedoch als Direktor der Realschule. Nachdem 1870 der Preußisch-Französische Krieg ausgebrochen war, begab Bertheau sich auf eine Urlaubsreise, doch am Bahnhof in Rüdesheim stürzte er derart, das er fortan gehbehindert war. Dennoch unterrichtete er weiter. 1872 jedoch sah er sich nicht mehr in der Lage, Treppen zu steigen, weshalb er in den Ruhestand trat; er war 27 Jahre lang als Direktor tätig gewesen. Während dieser Zeit wandelte er die Schule, so führte er dort den Unterricht der lateinischen Sprache ein und baute sie aus. 1839 gründete er darüber hinaus einen Verein zur Betreuung entlassener Gefängnisinsassen und war bis zu seinem Tod Vereinsmitglied.
Nach seiner Pensionierung 1872 wurde er in den Verein für innere Mission aufgenommen; zuvor wurde eine Aufnahme noch abgelehnt, weil Bertheau durch die schulische Tätigkeit ausgelastet war. Im Folgejahr wählte man ihn zum Vereinspräsidenten, was er bis 1880 blieb. Darüber hinaus wirkte er am Bau der Anscharkirche mit und predigte dort auch regelmäßig. Nach seiner Pensionierung sortierte er Schriften in der Hamburger Stadtbibliothek. Im April 1879 sollte sein fünfzigjähriges Doktorjubiläum gefeiert werden, doch erlitt er einen Schlaganfall, der ihn die restliche Zeit seines Lebens leiden ließ. Am 7. Juni 1886 verstarb Carl Bertheau in Hamburg im Alter von 79 Jahren.

## Familie
Zu seinen Geschwistern gehören der Alttestamentler und Orientalist Ernst Bertheau, der Tabak- und Zigarrenfabrikant August Bertheau und die Vorsteherin der Diakonissenanstalt Kaiserswerth Caroline Fliedner. Carl Bertheaus Sohn Carl war Pfarrer am Hamburger Michel. Seine Enkel Carl, Lorenz und Martin wurden ebenfalls Theologen.

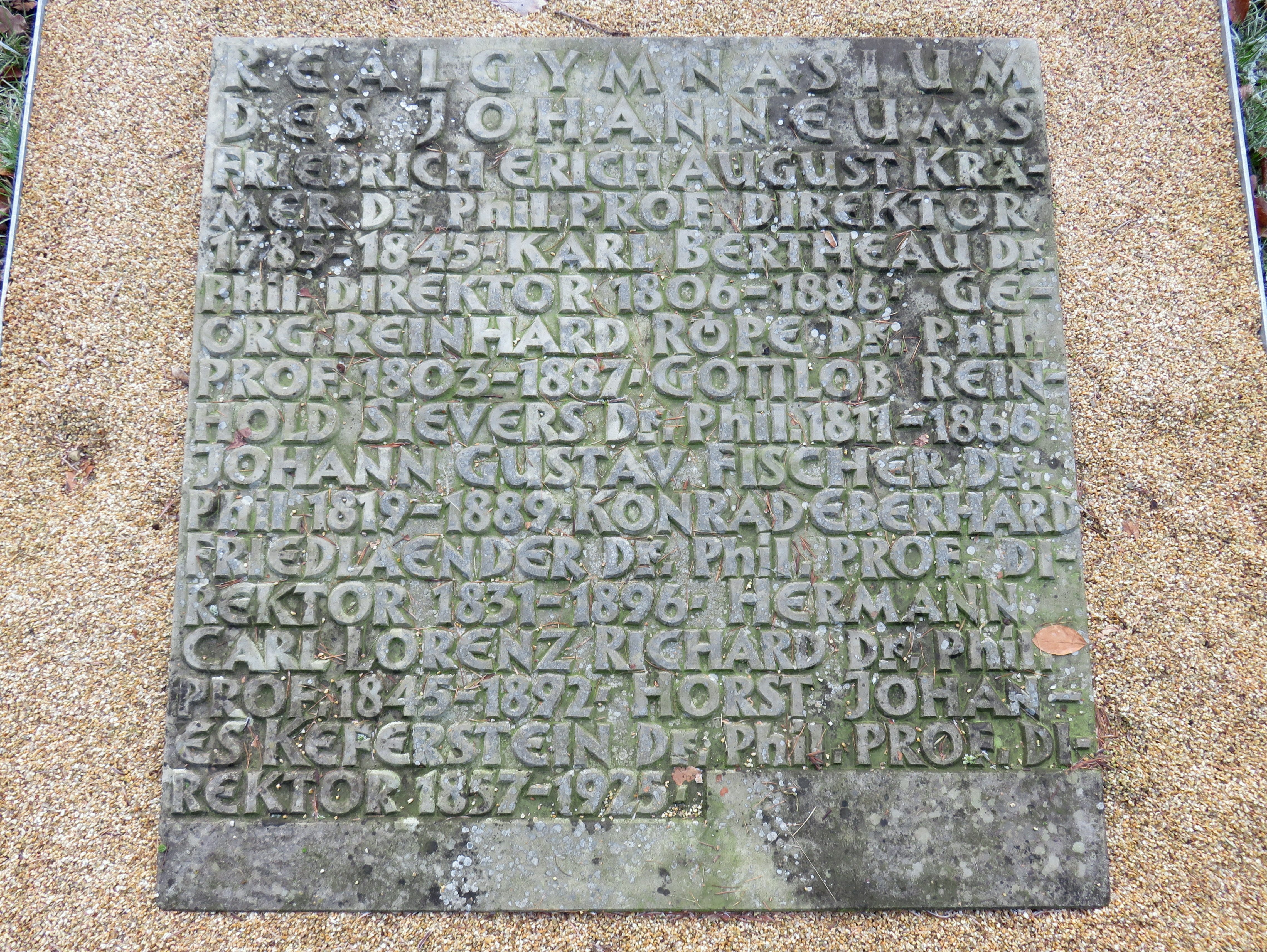
„Karl Bertheau Dr. Phil. Direktor“, Sammelgrab Realgymnasium des Johanneums, Friedhof Ohlsdorf

## Gedenken
Ehemalige Schüler und Kollegen Bertheaus beauftragten den Bildhauer Engelbert Peiffer, eine marmorne Figur Bertheaus anzufertigen. Dieses Relief wurde in der Aula der Schule aufgestellt.
Auf dem Ohlsdorfer Friedhof wird auf der Sammelgrabplatte Realgymnasium des Johanneums des Althamburgischen Gedächtnisfriedhofs unter anderem an Carl Bertheau (den Älteren) erinnert.

## Veröffentlichungen
- Bericht über die Realschule des Johanneums (1846)
- Einige Bemerkungen über die Stelle Gal. 2 und ihr Verhältniß zu der Apostelgeschichte (1854)
- Die Berichte über die apostolischen Gehülfen und Gefährten in der Apostelgeschichte und den paulinischen Briefen, ein Zeugniß für die Authentie dieser Schriften (1858)